# Fernand Gravey
Fernand Gravey (eigentlich Fernand Maurice Noël Mertens, * 25. Dezember 1905 in Ixelles, Belgien; † 2. November 1970 in Paris) war ein belgischer Schauspieler.

## Leben
Gravey, Sohn des Schauspielerehepaares Georges Mertens und Fernande Dépernay, stand bereits als Kind mit fünf Jahren auf der Bühne und drehte 1913/14 erste Filme. Da er in England aufwuchs, beherrschte er Englisch ebenso wie das Französische. Während des Ersten Weltkrieges diente er in der britischen Handelsmarine. Nach kleineren französischen Filmen – der erste darunter war L’amour chante aus dem Jahr 1930 – ging er 1936 nach Hollywood, wo er als Fernand Gravet in einer Reihe größerer Produktionen der MGM eingesetzt wurde.
Kurz vor Beginn des Zweiten Weltkrieges kehrte er nach Frankreich zurück und spielte auch in Filmen, die unter Aufsicht der Nationalsozialisten dort entstanden. Gleichzeitig aber war er Mitglied des französischen Geheimdienstes und kämpfte in der Fremdenlegion. In den 1950er Jahren wurde er als Kriegsheld gefeiert und nahm seine Filmkarriere wieder auf. Auch in internationalen Produktionen erhielt er Rollen, so zum Beispiel in William Wylers Wie stiehlt man eine Million?. Zeit seines Lebens blieb Gravey dem Theater aktiv verbunden.
Gravey war seit 1936 mit der Stummfilmschauspielerin Jane Renouardt verheiratet.

## Filmografie (Auswahl)
- 1930: L’amour chante
- 1937: Die Lüge der Nina Petrowna (La mensonge de Nina Petrovna)
- 1938: Der große Walzer (The Great Waltz)
- 1938: Madame haben geläutet? (Fools for Scandal)
- 1939: Das verlorene Paradies (Le paradis perdu)
- 1942: Fracasse, der freche Kavalier (Le capitaine Fracasse)
- 1942: Die phantastische Nacht (La nuit phantastique)
- 1949: Ritter seines Königs (Du Guesclin)
- 1950: Unterwelt von Paris (Le traqué)
- 1950: Der Reigen (La ronde)
- 1952: Ist dieser Mann nicht wunderbar? (Mon mari est merveilleux)
- 1954: Versailles – Könige und Frauen (Si Versailles m’était conté)
- 1955: Dreizehn an einem Tisch (Treize à table)
- 1955: Die Zeit der harten Eier (Le temps des œufs durs)
- 1956: Mitsou und die Männer (Mitsou)
- 1957: Die Liebe gehört mir (La garconne)
- 1959: Pariser wider Willen (Totò a Parigi)
- 1961: Wir bitten zu Bett (Les Petits matins)
- 1966: Wie klaut man eine Million? (How to Steal a Million)
- 1967: San Sebastian (La Bataille de San Sebastian)
- 1969: Die Irre von Chaillot (The Madwoman of Chaillot)
- 1970: Versprechen in der Dämmerung (La promesse de l’aube)
- 1970: Wenn Marie nur nicht so launisch wär’ (Les Caprices de Marie)